# August Wiltberger
August Wiltberger (* 17. April 1850 in Sobernheim/Nahe; † 2. Dezember 1928 in Lessenich/Meßdorf bei Bonn) war ein deutscher Komponist, Seminarprofessor der Nachromantik und königlicher Musikdirektor.

## Leben und Wirken
August Wiltberger erhielt ersten Unterricht bei seinem Vater, der in Sobernheim Lehrer und Organist war. Von 1868 bis 1871 besuchte er das Lehrerseminar in Boppard. Der dortige Musikpädagoge Peter Piel wurde sein Vorbild. Von 1871 bis 1873 war er als Lehrer in Bad Salzig am Rhein tätig. 1873 folgte er der Berufung als Musiklehrer an die Präparandenanstalt in Colmar und war seit 1876 am Gymnasium und der höheren Töchterschule in Saargemünd tätig. 1880 ging er an das neu gegründete Lehrerseminar in Münstermaifeld, um dann 1888 als Nachfolger Töplers bis zu seiner Pensionierung in Brühl bei Köln zu wirken. Wiltberger war verheiratet mit Theresia Wiltberger, geborene Grünewald.
Seit 1879 gehörte er dem Referentenkollegium des Cäcilien-Verbands an, dessen Zielsetzung er mit der Ausbildung von Lehrerstudenten und Organisten tatkräftig unterstützte. Er ist in einem Atemzug mit Komponisten wie Haller, Peter Griesbacher, Immanuel Faißt, Vinzenz Goller zu nennen und schrieb wie diese fast seine ganzen Kompositionen für Laienchöre. Sein gedrucktes Opus, meist bei Schwann in Düsseldorf verlegt, endet mit Nr. 163. Kurz bevor er 1928 starb, wurde er Ehrenbürger von Bad Sobernheim.

## Gedenken
Der 2007 gründete August-Wiltberger-Chor ist nach dem Komponisten benannt. Es handelt sich um die Kantorei der katholischen Pfarrei St. Willigis Nahe-Glan-Soon.
Eine Gedenktafel für August Wiltberger und seinen Bruder Heinrich wurde in Bad Sobernheim am Pfingstsonntag 2013 an der Ostseite der Malteserkapelle, in unmittelbarer Nähe zum damaligen Standort des Geburtshauses der Gebrüder, feierlich enthüllt. Die Gedenktafel hing ursprünglich über dem Eingang des Geburtshauses, der späteren katholischen Volksschule. Nach deren Abriss wurde sie an das Heimatmuseum der Stadt ausgeliehen.

## Werke (Auswahl)
- Missa in honorem Sanctae Theresiae, op. 1 (1879)
- Missa brevis „O sacrum convivium“, op. 9
- Messe fürLand-Männerchöre, op. 17
- Elementar-Orgelschule, op. 43 (5 Hefte)
- Die heilige Cäcilia, op. 53 (1896)
- Missa jubilaei, op. 55 für 4 st. Männerchor und Orgel
- Ave Maria. Marienlieder op. 72. Schwann, Düsseldorf [1955]
- Violin Concertino, op. 75[1]
- Sonate für Violine und Klavier op. 92 Schwann, Düsseldorf (1902)
- Drei lyrische Stücke für Violine und Orgel, op. 99
- Kleine Suite für Geigenchor und Orgel, op. 117
- 2 Streichquartette, op. 127
- Die heilige Weihnacht, op. 131 (1909)
- Gedächtnis und Gelöbnis, Vaterländische Festkantate op. 160 (1924)
- Te Deum laudamus, op. 161 für 4 st. Männerchor und Orgel. Schwann, Düsseldorf